# Лагарс, Жан-Люк
Жан-Люк Лагарс (фр. Jean-Luc Lagarce, 14 февраля 1957, Эрикур — 30 сентября 1995) — французский актёр,театральный режиссёр, драматург. Лагарс получил признание и стал одним из самых широко известных современных французских драматургов после своей смерти.

## Биография
Родился в Эрикуре, Верхняя Сона, в семье рабочего. Изучал философию, получил образование в Университете Франш-Конте. В 1978 году занялся театром. Ставил как свои произведения, так и драмы Мариво, Лабиша, Ионеско.
Он умер в возрасте 38 лет, 30 сентября 1995 года, от заболеваний, связанных со СПИДом, в этом отношении его судьба близка другим драматургам его поколения, таким как Бернар-Мари Кольтес или Копи. После его смерти Франсуа Беррюр работал над признанием его произведений, что по-настоящему произошло только в конце 1990-х годов. В соответствии с его последним желанием он был похоронен в колумбарии Пер-Лашез в анонимной урне.

## Творчество
За всю свою жизнь создал 25 пьес. Тексты Лагарса отличаются сложным синтаксисом, почти полным отсутствием внешнего действия, особым построением пьесы (по наблюдению Н. Санниковой, «иногда он [автор] начинает сцену, — или, если угодно, эпизод, — затем вдруг её прерывает и снова возвращается к ней через несколько сцен»). Для него характерны аллюзии и прямые цитаты — так, пьеса «Мы, герои» (1993) основана на творчестве Ф. Кафки.

## Переводы на русский язык
- Литературный альманах "Майские чтения". 2001. № 4 (фактически является сборником пьес Ж.-Л. Лагарса. Включает в себя "В стране далекой" (пер. И. Мягковой), "Я была в доме и ждала, чтоб дождь пришел" (пер. А. Наумова), "Мы, герои" (пер. Т. Могилевской), "Правила поведения в современном обществе" (пер. Т. Могилевской), "Смутные воспоминания о чумном годе" (пер. М. Зониной), "Слуги" (пер. И. Кузнецовой)). Сост. Т. Могилевская. Тольятти, 2001. - 258 с.
- Лагарс Ж.-Л. Мы, герои (Пер. Н. Санниковой). Екатеринбург, 2009. - 90 с.

## Признание
Его тексты переведены на несколько языков, пьесы игрались во многих странах, включая Россию. Во Франции Лагарс имеет статус культового писателя, за который многим обязан режиссёру Франсуа Рансийяку (р. 1963).

## Экранизации
- 2010 - Обычный Конец Света / Juste la fin du monde de Jean-Luc Lagarce (реж. Оливье Дюкастель / Olivier Ducastel, Жак Мартино / Jacques Martineau)
- 2016 - Это всего лишь конец света / Juste la fin du monde (реж. Ксавье Долан / Xavier Dolan)

## Театральные постановки
- 2002 - «Я была в доме и ждала, чтоб дождь пришел», танец ожидания (Молодёжный театр Вариант, Тольятти; Режиссер - Галина Швецова-Скрипинская)
- 2003 - Правила поведения в современном обществе (РАМТ, Москва), в главной роли - Нелли Уварова
- 2009 - Мы, герои (ТЮЗ, Екатеринбург)
- 2009 - Ля'Эстрада//Жан-Люк Лагарс (Театр Около дома Станиславского, Москва)
- 2016 - Я была в доме и ждала (Театр Маяковского, Москва)
- 2017 - Всего лишь конец света (Театр Поколений, Санкт-Петербург)
- 2019 - Мы, герои (Красноярский драматический театр имени А. С. Пушкина)
- 2019 - Я была в доме и ждала чтобы дождь пришёл (БДТ им. Г. А. Товстоногова, Санкт-Петербург. Режиссёр - Антон Морозов)
- 2020 - Обычный конец света (Театр имени А.С. Пушкина, Филиал, Москва)
- 2021 - Мюзик-Холл (Молодёжный театр "ВДТ", Волжский, Волгоградская область)